# 阿瓜斯-迪圣佩德罗
阿瓜斯-迪圣佩德罗是巴西圣保罗州的一个市镇。总面积3.612平方公里，总人口2707人，人口密度750人/平方公里。